# Carpoxylinae
Carpoxylinae, podtribus palmi, dio tribusa Areceae, potporodica Arecoideae. Sastoji se od tri  roda čije vrste rastu po pacifičkim otocima: Fidži, Vanuatu i Ryukyu

## Rodovi
1. Carpoxylon H.Wendl. & Drude
2. Neoveitchia Becc.
3. Satakentia H.E.Moore